# Kira Kimura
Kira Kimura (木村キラ?, Kira Kimura) (30 giugno 2004) è uno snowboarder giapponese, specializzato in slopestyle e big air.

## Biografia
Specializzato in slopestyle e big air e attivo a livello internazionale dal gennaio 2020, Kimura ha debuttato in Coppa del Mondo il 14 gennaio 2023 ottenendo subito il suo primo podio, chiudendo 3º nel big air di Kreischberg vinto dal suo connazionale Taiga Hasegawa.

## Palmarès

### Coppa del Mondo
- Miglior piazzamento nella Coppa del Mondo generale di freestyle: 6º nel 2024
- Vincitore della Coppa del Mondo di big air nel 2024
- 4 podi:
  - 1 secondo posto
  - 3 terzi posti